# Уго Томеацці
Уго Томеацці (італ. Ugo Tomeazzi, нар. 24 грудня 1940, Бомпорто) — італійський футболіст, що грав на позиції півзахисника, нападника. По завершенні ігрової кар'єри — футбольний тренер.
Виступав, зокрема, за клуб «Мантова», а також олімпійську збірну Італії.
Володар Кубка Італії.

## Клубна кар'єра
Народився 24 грудня 1940 року в місті Бомпорто. Вихованець футбольної школи клубу «Модена». Дорослу футбольну кар'єру розпочав 1958 року в основній команді того ж клубу, в якій провів два сезони, взявши участь у 47 матчах чемпіонату.
Згодом з 1960 по 1963 рік грав у складі команд клубів «Інтернаціонале», «Торіно» та «Наполі». Протягом цих років виборов титул володаря Кубка Італії.
Своєю грою за останню команду привернув увагу представників тренерського штабу клубу «Мантова», до складу якого приєднався 1963 року. Відіграв за мантуйський клуб наступні дев'ять сезонів своєї ігрової кар'єри. Більшість часу, проведеного у складі «Мантови», був основним гравцем команди.
Протягом 1972—1973 років захищав кольори команди клубу «Монца».
Завершив професійну ігрову кар'єру в клубі «Равенна», за команду якого виступав протягом 1973—1974 років.

## Виступи за збірну
У 1960 році захищав кольори олімпійської збірної Італії. У складі цієї команди провів 4 матчі, забив 2 голи.

## Кар'єра тренера
Розпочав тренерську кар'єру невдовзі по завершенні кар'єри гравця, 1976 року, очоливши тренерський штаб клубу «Мантова».
В подальшому очолював команди клубів СПАЛ, «Ровіго», «Суццара», «Карпі» та «Модена», а також входив до тренерського штабу клубу СПАЛ.
Наразі останнім місцем тренерської роботи був клуб «Фіоренцуола», команду якого Уго Томеацці очолював як головний тренер 1996 року.

## Титули і досягнення

### Як гравця
- Володар Кубка Італії (1):

«Наполі»: 1961–62